# مهمت امین یورداکول
مهمت امین یورداکول (به ترکی استانبولی: Mehmet Emin Yurdakul) (زاده ۱۳ مه ۱۸۶۹ - مرگ ۱۴ ژانویه ۱۹۴۴) نویسنده و سیاستمدار ملی‌گرای ترکیه بود. نوشته‌ها و اشعار او که خود از نظریه‌پردازان پان‌ترکیسم بود تأثیر عمده ای بر تعریف واژه وطن در ترکیه داشت.

## زندگی‌نامه
یورداکول در اواخر دوران تنظیمات در سیزدهم مه ۱۸۶۹ در قسطنطنیه، امپراتوری عثمانی متولد شد. پدرش، صالح ریس، ماهیگیر بود و مادرش امین هاتون بود.
او در ۱۴ ژانویه سال ۱۹۴۴ درگذشت و در قبرستان زینجیرلیکویو در استانبول ترکیه دفن شد.

## برخی آثار
- Türkçe Şiirler (شعرهای ترکی، ۱۸۸۹)
- Fazilet ve Adalet (فضیلت و عدالت، ۱۸۹۰)
- Türk Sazı (ابزار ترکی، ۱۹۱۴)
- Ordunun Destanı (افسانه ارتش، ۱۹۱۵)
- Dicle Önünde (در مقابل ببرها، ۱۹۱۶)
- İsian ve Dua (قیام و نمازگزاران، ۱۹۱۸)
- Aydın Kızları (دختران آیدین، ۱۹۱۹)